# Hoyleton, South Australia
Hoyleton är en ort i Australien. Den ligger i kommunen Wakefield och delstaten South Australia, omkring 100 kilometer norr om delstatshuvudstaden Adelaide. Antalet invånare är 285.
Runt Hoyleton är det mycket glesbefolkat, med 2 invånare per kvadratkilometer.. Närmaste större samhälle är Balaklava, omkring 18 kilometer sydväst om Hoyleton.
Trakten runt Hoyleton består till största delen av jordbruksmark. Genomsnittlig årsnederbörd är 517 millimeter. Den regnigaste månaden är maj, med i genomsnitt 77 mm nederbörd, och den torraste är december, med 10 mm nederbörd.